# Малые Озерки (Вологодская область)
Малые Озерки — деревня в Сокольском районе Вологодской области.
Входит в состав Архангельского сельского поселения, с точки зрения административно-территориального деления — в Архангельский сельсовет.
Расстояние по автодороге до районного центра Сокола — 19 км, до центра муниципального образования Архангельского — 4 км. Ближайшие населённые пункты — Большие Озерки, Мочалово, Навалкино.
По переписи 2002 года население — 6 человек.